# 粥見井尻遺跡
粥見井尻遺跡（かゆみいじりいせき）は、三重県松阪市飯南町粥見字井尻で1996年（平成8年）に発見された縄文時代草創期の遺跡である。県指定史跡。日本最古級の土偶が出土した。現在は「粥見井尻遺跡公園」として残されている。

## 遺跡概要
櫛田川左岸の段丘上にある。指定面積は1,695.84㎡。1996年（平成8年）9月、国道368号のバイパス工事に伴い、三重県教育委員会の発掘調査で発見された。遺跡からは縄文時代草創期の土偶のほか、竪穴建物跡4軒、矢柄研磨器、隆起線文土器、土器片・石鏃などが見つかった。

### 日本最古級の土偶
出土した日本最古級の土偶は、竪穴建物跡から2点が発見された。1点は女性の上半身（頭部、胸、腹部）を形どったもので、全長6.8cm、幅4.2cm、厚さ2.6cmの小型の土偶である。もう1点は頭部のみで、頭部は前述の土偶と同様の形状をしている。これらの土偶は三重県の有形文化財に指定され、三重県埋蔵文化財センターにより所蔵されている。
ちなみに、この他の日本最古級の土偶には、2010年（平成22年）5月に滋賀県東近江市永源寺相谷町の相谷熊原遺跡で発見されたものが1点ある。これも同時期の縄文時代草創期のものと分析されたが、共通点はほとんどないとされている。

### 竪穴建物
見つかった竪穴建物跡は、2～3回ほど建て替えられた痕跡があったという。このため、当時の縄文人は、この地で長く暮らしていたようである。

### 讃岐岩の鏃
発掘された矢の先端には讃岐岩（サヌカイト）が取り付けられていることがわかった。讃岐岩は二上山 (奈良県・大阪府)で採集されるため、高見峠を越えて持ち込まれたと考えられている。

## 遺跡の保存と史跡指定
遺跡を保存するため、国道368号のバイパス工事は遺跡の部分をまたぐ高架方式に変更されることとなった。また、高架下は「粥見井尻遺跡公園」として竪穴建物が復元され、公開されている。2000年（平成12年）6月12日には、三重県により指定史跡に指定された。

## アクセス

### バス
JR、近鉄・松阪駅前から三重交通バス・道の駅飯高駅行き、またはスメール行き、「粥見神社前」下車。40-50分

### 乗用車
伊勢自動車道・松阪インターチェンジから国道166号経由。30分